# غار کتله‌خور

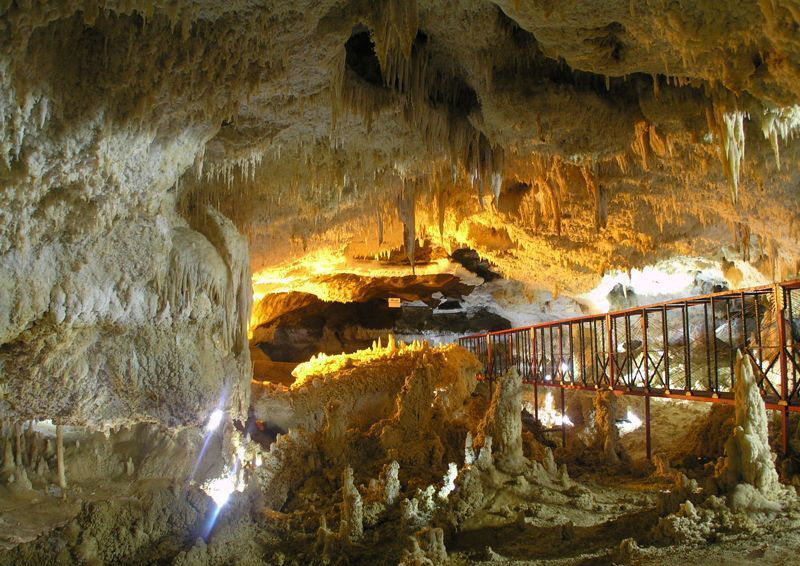

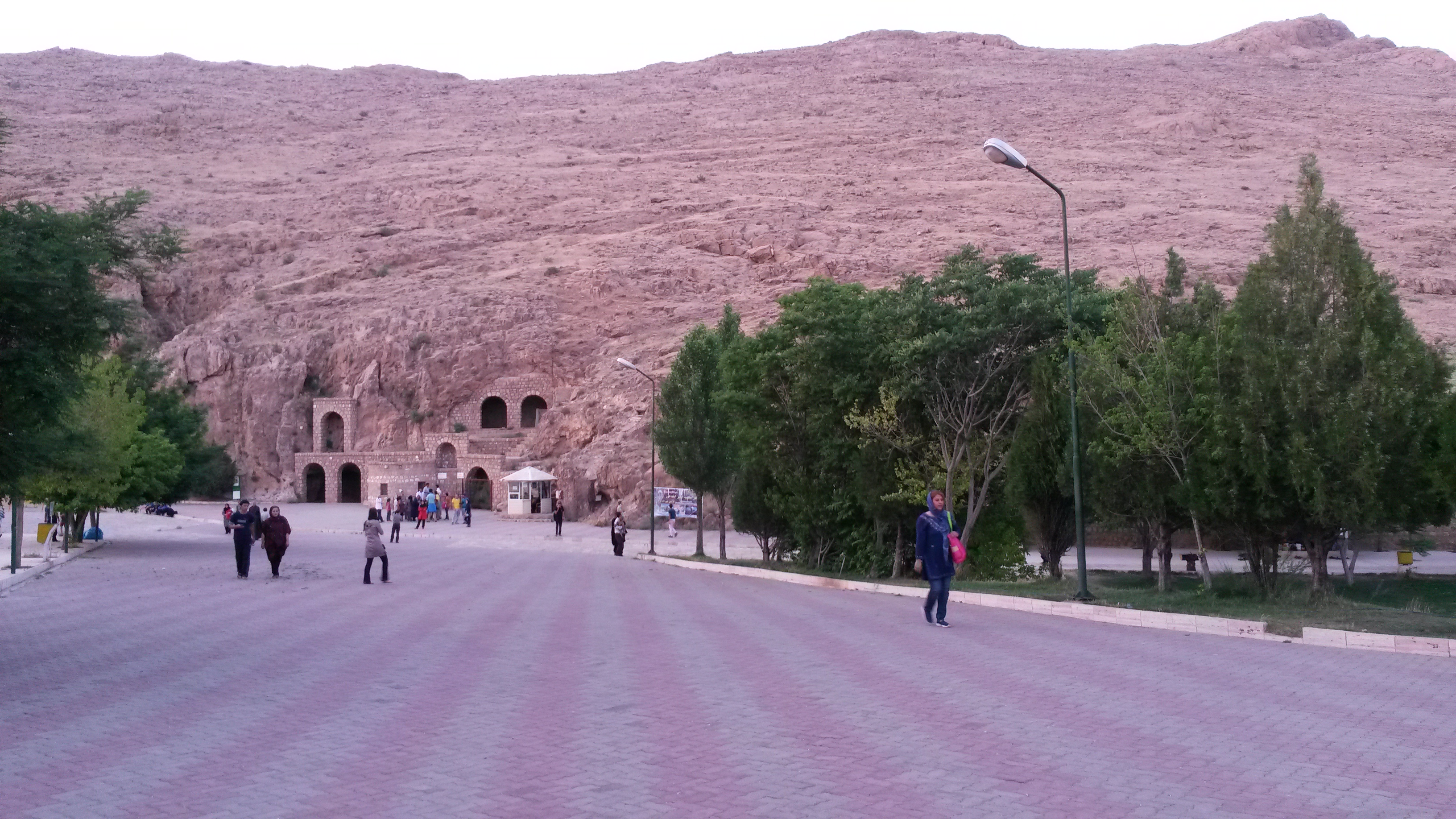
محوطه و ورودی غار

 کتله‌خور غاری است خشکی - آبی که در استان زنجان، شهرستان گرماب  و در ۶۰ کیلومتری جنوب شهر قیدار،  ۲۳۰ کیلومتری استان کردستان، در ۱۷۳ کیلومتری شمال همدان، ۴۱۱ کیلومتری تهران و ۵ کیلومتری شهر گرماب واقع است. در بعضی مناطق غربی ایران به کوه کم ارتفاع " کَتَله" می‌گویند و احتمالاً ریشه شناسی این غار نیز همین است. این غار در یکی از این کوه‌ها قرار گرفته‌است، خورشید از پشت آن طلوع می‌کند و به جای کتله خورشید به آن کتله‌ خور می‌گویند. در حقیقت کتله یعنی غار کوچک و خور در انتها بدین معناست که این غار منتهی به غارهای کوچک می‌شد و کتله خور به معنای خوردن به کتله های دیگر است.

## پیشینه
نخستین بار در بهار سال ۱۳۳۱ خورشیدی گروهی از سرشناس‌ترین کوهنوردان ایران از اعضای باشگاه "نیرو راستی" اقدام به کشف و بازدید غار کتله خور کردند. یکی از اعضای زنجانی گروه نامبرده به نام سید اسدالله جمالی اقدام به ثبت رسمی غار کرد. از آن پس غار کتله خور به عنوان پدیده شگرف طبیعی، مورد توجه علاقه‌مندان غارنوردی قرار گرفته‌است.
ساختمان در زیر کوه کتله خور قرار گرفته و از پایین دست دهانه آن رود شور که از شعبات فرعی قزل‌اوزن است جاری می‌شود. غار در منطقه مستطیل شکلی به ابعاد ۲۰۰۰×۱۵۰۰ متر به‌وجود آمده‌است. در محل یاد‌شده، عملکرد هوازدگی مکانیکی و نیروهای درونی به کمک یکدیگر تعدادی ترک یا گسل متقاطع را در محدوده داخلی این فضا به وجود آورده و به دلیل فراهم شدن سایر شرایط، فرایند غارزایی شروع شده‌است. دهانه غار در ارتفاع ۱۷۰۰ متری از سطح دریا قرار دارد و اختلاف ارتفاع آن با ارتفاع چشمه‌ای که آب‌های فرورو حاصل از ریزش جوی غار را خارج می‌کند و به رود شور می‌ریزد، ۵۰ متر است.
ورودی غار یک دهلیز ۴۰۰۰ متری بوده با سقفی کوتاه و فاقد غار سنگ و چند دهلیز فرعی. پس از دهلیز فرعی،  یک دالان وسیع ۹۵۰ متری با سربالایی‌هایی به ارتفاع ۲ متر و گودال‌های خشک قرار دارد که با دو شاخه ۵۰ متری ادامه پیدا می‌کند و پس از عبور از یک سربالایی به تالار وسیعی پوشیده از چکنده، چکیده و ستون می‌رسد. در داخل تالار کوچک بلورین، که به تالار ستون‌ها چسبیده؛   چاهی به عمق ۸ متر قرار دارد که احتمالاً محل خروج آب‌های فرورو سازنده غار است.
در حال حاضر این غار به سه بخش فرهنگی، تفریحی و ورزشی تقسیم شده‌است. بخش ورزشی آن که تنها مورد استفاده غارنوردان و صخره‌نوردان قرار می‌گیرد، حدود ۴ کیلومتر است که البته هنوز انتهای آن کشف نشده‌است. بخش تفریحی غار نیز که جهت بازدید عموم مورد استفاده قرار می‌گیرد حدود ۲ کیلومتر مسیر مستقیم است که گفته می‌شود این مسیر تنها ۳/۱ کل غار است. بخش فرهنگی غار نیز در بخش جنوبی آن قرار دارد. قسمت اصلی آن دالانی است طبیعی که جهت برگزاری مراسم‌های مختلف مورد استفاده قرار می‌گیرد. البته این دالان هیچگونه راه خروجی به بیرون نداشته و راه خروجی آن به صورت مصنوعی کنده شده اما خود دالان تماماً طبیعی بوده‌است.
غار کتله‌خور ازلحاظ کیفیت بلورها و قندیل‌ها، زیبایی و تعدد طبقات اولین غار آهکی جهان شناخته شده‌است که توسط سرمایه‌گذاری بخش خصوصی و هزینه شخصی به نام مهندس عالی که مهندس عمران فرمانداری زنجان بود در طول پنج سال آماده بهره‌برداری گشت. از بهره‌برداری اولیه این غار چیزی حدود ۱۵ سال می‌گذرد که البته هنوز هم کاوش و فعالیت برای آماده‌سازی سایر قسمت‌های غار برای بازدید ادامه دارد.
غار کتله‌خور غاری است آهکی که در برخی نقاط آن گِل رُس و خاک‌های حاوی اکسید آهن قابل مشاهده است. این غار ازنظر سنی تقریباً هم‌سن غار علیصدر همدان است؛ البته این دو غار از دو جهت با هم تفاوت دارند؛ یکی اینکه غار علیصدر همدان غاری است کاملاً آبی، حال آنکه غار کتله‌خور زنجان غاری است تقریباً خشکی. دوم اینکه آهک‌های غار کتله‌خور نسبت به آهک‌های غار علیصدر بسیار خالص‌تر هستند که این خود عاملی است جهت زیباتر شدن غار، چراکه خالص بودن آهک‌ها موجب شفافیت آن‌ها و در نتیجه عبور نور از قندیل‌ها می‌شود.
یک نکته جالب توجه در رابطه با غار کتله‌خور این است که شواهد و بررسی‌های انجام شده مؤید این موضوع است که این غار در نهایت به غار علیصدر در همدان متصل می‌شود.
همچنین یکی دیگر از عجایب و زیبایی‌های این غار تعدد طبقات آن است که اینگونه غارها در جهان بسیار کم‌نظیر هستند. گمان می‌رود که این غار دارای ۷ طبقه باشد که البته تاکنون تنها ۳ طبقه آن کشف شده‌است.
حدود ۷۰۰ متر اولیه غار قطری حدود ۷۰ سانتیمتر داشته‌است به‌طوری که رهنوردان اولیه غار این مسیر ۷۰۰ متری را سینه‌خیز طی کرده و مسیر خود را با علامت گذاری مشخص کرده‌اند.
۱۰۰ متر ابتدای غار محل زندگی انسان‌های نخستین بوده‌است که این موضوع را اسکلت ۸۰ انسانی که در این محل پیدا شده‌است تأیید می‌کند. گفتنی است که این اسکلت‌ها همچنان در این محل نگهداری می‌شوند.
این غار دارای بخش‌های دیگری است که به ترتیب می‌توان میدان شیر خوابیده، میدان بیستون، میدان چهل‌ستون، سه‌راهی کوهی، میدان پنج‌شیر، تالار عروس، تونل قندیلی، اتاق عقد، پای فیل، شتر باجهاز، عروس و داماد، میدان شمع، دو جادوگر، نخل سوخته، میدان مریم مقدس و... را نام برد. تمامی این بخش‌ها حاصل تجمع‌های مختلف آهکی است که هرکدام براساس شباهتی که به یکی از اشیاء اطراف ما داشته‌اند به این اسامی خوانده می‌شوند. از ویژگی‌های منحصربه‌فرد این غار می‌توان وجود ستون‌های آهکی عظیم را نام برد که حاصل به هم پیوستن استالاکتیت‌ها و استالاگمیت‌های آهکی هستند که باعث شده‌اند که این غار خود نگهدارنده خود باشد یعنی اینکه این ستون‌های عظیم نقش نگهدارنده‌هایی را بازی می‌کنند که مانع از فروریختن سقف غار می‌شود.
این غار در مراحل اولیه تشکیل خود غاری آبی بوده‌است که دراثر انحلال آبی گاهی اوقات توده‌های عظیمی از سنگ‌ها از توده اصلی جدا شده‌اند. تشکیل طبقات متعدد این غار باعث شده‌است که آب به طبقات زیرین نفوذ کرده و عملاً غار تبدیل به غاری خشکی گردد. از دیگر ویژگی‌های بارز این غار می‌توان وجود قندیل‌های زیبا و شفاف آهکی و استالاکتیت‌های گُل‌کلمی را نام برد. وجود چشمه‌های آب بسیار زلال در اطراف این غار و حفره‌های متعدد طبیعی هم از ویژگی‌های منحصربه‌فرد این غار است. علاوه بر تمامی این مسائل در غار کتله‌خور همان طور که پیشتر آمد می‌توان تجمع‌های متفاوتی مشاهده کرد که یکی از این تجمع‌های زیبا و جالب‌توجه استالاگمیت‌هایی است که بسیار شبیه عروس و داماد هستند و به همین اسم نامگذاری شده‌اند. این غار در طول ۱۲۰ میلیون سالی که از عمرش می‌گذرد دستخوش تغییر و تحولات بسیاری شده‌است که برخی طبیعی و برخی هم مصنوعی بوده‌است. از تغییرات طبیعی این غار می‌توان شکستگی‌های حاصل از زمین‌لرزه‌ها، گسل‌خوردگی‌ها، لغزش‌ها و ریزش‌ها را نام برد.

## اکتشاف
برنامه بازدید از غار مزبور در خردادماه سال ۱۳۳۱ به‌اجراء درآمد و شرح زیبایی‌های خدادادی این غار در مجلات معتبر و پرتیراژ آن زمان مانند: ترقی، تربیت‌بدنی و پیشاهنگی- جوانان دموکرات و همچنین نشریات محلی زنجان چاپ شد. مرحومین موسوی کارمند بخشداری قیدار و محمد رضا روحانی، اطلاعاتی را دربارهٔ وجود این غار در اختیار سید اسدالله جمالی قرار دادند و او مطالعات لازم را در شناسایی آن انجام داد و بعد از حصول یقین و اطمینان از وجود غار از دوستان کوهنوردی که در باشگاه بلندآوازهٔ (نیرو و راستی) تهران داشت و خود نیز عضو آن باشگاه بود دعوت به‌عمل آورد که برای شرکت در برنامهٔ کشف غار کتله‌خور به زنجان عزیمت نمایند.
در آن زمان وسایط نقلیه در زنجان بسیار کم بود و راه‌های مواصلاتی و ماشین‌رو بین روستاها هم کمتر وجود داشت، کوهنوردان و غارشناسان تهرانی که به‌وسیله قطار و با تجهیزات نسبتاً کافی و کوهنوردی به زنجان آمده بودند، با استفاده از یک دستگاه ماشین باری متعلق به محمود ذوالفقاری از طریق سلطانیه به‌روستای کرسف عزیمت نموده و در آنجا پذیرایی محمدحسن امیرافشار قرار گرفتند و به درخواست وی فرمانده ژاندارمری (نیروی انتظامی) وقت که در کرسف بود موافقت کرد که کوهنوردان مسیر کرسف- گرماب را با استفاده از یک دستگاه ماشین (جمز) که مخصوص عملیات صحرایی ژاندارمری بود طی کنند.
کوه‌نوردان در روستای گرماب پس از گفتگوی کوتاهی با روستائیان گرماب و شنیدن اظهارات آن‌ها و آگاهی از عقاید خرافی که دربارهٔ این غار در میان روستائیان وجود داشت به همراه سید حسن طباطبایی پیش‌نماز گرماب و همچنین به‌همراهی پهلوان گرماب که مردی قوی‌هیکل و نیرومند بود به‌سوی غار حرکت کردند.
خبر و جریان کشف غار بزرگ به‌تفضیل در مجلهٔ پرتیراژ ترقی و مجلهٔ تربیت بدنی به‌چاپ رسید و در چند نشریهٔ دیگر هم منتشر شد و نظر علاقه‌مندان ورزش به این خبر جالب و اعجاب انگیز متوجه گردید.
علی رمضانی، ابراهیم فرح‌بخش، ناصر فلاح، فتح‌الله زندی، حسن فرهمند، علی حسین‌اف و عیسی امیدوار جهان‌گرد معروف ایرانی، کوه‌نوردان اعزامی از تهران بودند و در زنجان حسن پرستار و سید حسین موسوی و سید اسدالله جمالی به‌جمع کوه‌نوردان تهرانی پیوستند.
تنظیم برنامه بازدید غار کلا به‌ عهدهٔ سید اسدالله جمالی بود و کوه‌نوردان پس از انجام موفقیت‌آمیز برنامه کشف و بازدید غار، عکس و خاطرات خود را که درون یک جعبه پولادی نهاده بود در آخرین قسمت مسیر مورد بازدید غار قرار دادند که این جعبه پس از گذشت زمانی در حدود ۳۵ سال توسط گروه علمی دانشگاه همدان به‌خارج از غار آورده شد.
گفتنی آن که طبق رسم سنت جاری در کوه‌نوردی و غارشناسی آثار – علائم و یادبودهای اکیپ‌های قبلی باید دست نخورده و بدون جابجایی در محل اصلی و اولیه باقی بمانند و انتقال جعبه یادبود کوه‌نوردان باشگاه نیرو و راستی برخلاف رسم و نوعی سنت شکنی بوده‌است.
در سال‌های بعد تیم‌های متعدد کوه‌نوردی از سراسر کشور به‌منظور بازدید از غار کتله‌خور عزیمت کردند و دانشجویان دانشگاه‌های زنجان و همدان و استادان آن‌ها جزو بازدید کنندگان بودند و به‌قراری که قبلاً اشاره شد تیم فیلم‌برداری تلویزیون مرکز زنجان در سال‌های ۱۳۶۷ و ۱۳۶۸ برای فیلم‌برداری از قسمت‌های زیبا و دیدنی غار کتله‌خور عزیمت کرده‌اند، جمالی و سه نفر از دوستان کوه‌نورد او فرخ رحم‌دل، سید علی شکرآبی و علی طاهری که از کوه‌نوردان صاحب نام ایران بودند در برنامه تهیهٔ فیلم نهایت همکاری را ابراز داشتند.
فیلم تهیه شده، در برنامهٔ دیدنی‌ها و برنامه محلی زنجان در سه قسمت از برنامهٔ تلویزیون سراسری به‌نمایش درآمد.
در اواخر آبان ماه سال ۱۳۷۰ غار کتله‌خور مورد بازدید یک گروه از کوه‌نوردان تیم کوه‌نوردی نیروی انتظامی ایران- ناحیه تهران بزرگ قرار گرفت، این گروه بنا به مندرجات مجلهٔ کیهان ورزشی شمارهٔ ۱۹۱۹ در مدت ۱۸ ساعت در درون غار کتله‌خور کاوش داشتند و موفق به‌نفوذ در زوایای صعب‌العبور طول شعبهٔ اصلی غار را (۲۱۵۰) متر و طول شعب فرعی این غار را چندین کیلومتر اعلام داشتند.